# Testament de Pierre le Grand

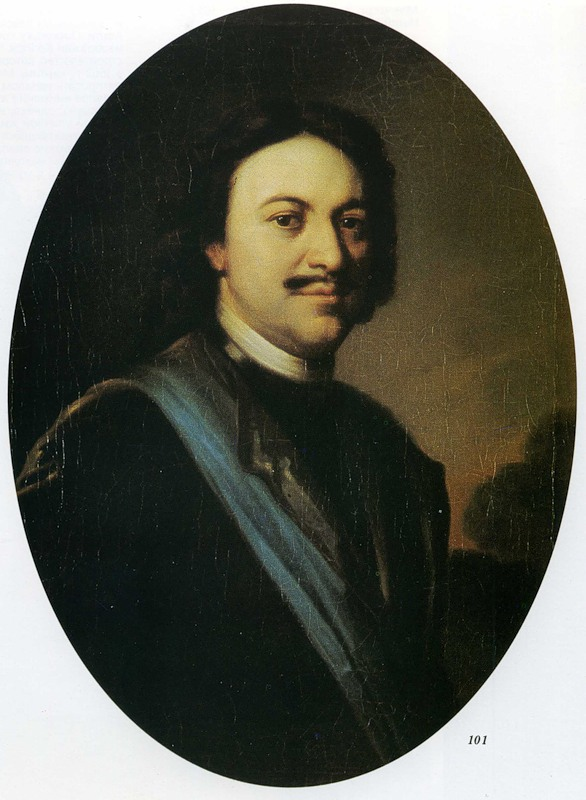
Pierre Ier par Carel de Moor

Le Testament de Pierre le Grand est un faux de propagande politique publié en français en 1812 à la veille de la campagne de Russie,.

## Origines
En 1797 Michel Sokolnicki, général polonais en exil à Paris, transmet un document en quatorze points, Aperçu sur la Russie, décrivant un prétendu « plan légué par Pierre » au Directoire qui demeure cependant sceptique.
En 1812, à la veille de la Campagne de Russie, Charles-Louis Lesur publie anonymement Des progrès de la puissance russe, depuis son origine jusqu'au commencement du XIXe siècle, qui contient le « Testament de Pierre le Grand », reprenant les thèses de Sokolnicki et les prétendus plans stratégiques secrets de la Russie pour conquérir l'Europe.
Ce testament a servi de justificatif à la propagande anti-russe tout au long du XIXe siècle et jusqu'à la Première Guerre mondiale. La preuve a été apportée au début du XXe siècle que Pierre Ier n'a pas laissé de testament et que le Testament de Pierre le Grand est un faux écrit par Michel Sokolnicki et que, par la suite, en 1812, Napoléon Ier avait ordonné qu'il soit intégré dans le livre de Lesur.

## Le testament
Dans ce testament, l'empereur Pierre écrit :

« J'ai reçu la Russie à l'état de ruisseau, je laisse à présent un fleuve ; mes successeurs en feront une mer qui fertilisera l'Europe appauvrie... »

« Il importe de proposer séparément, et sous le sceau du secret, à Versailles puis à Vienne, de partager avec eux l'empire mondial. Si l'un des deux accepte, ce qu'il est facile d'obtenir en flattant les ambitions et l'amour propre, il conviendra de l'utiliser pour anéantir l'autre, avant d'écraser celui qui restera... L'issue du combat ne fait pas de doute, car la Russie possède déjà tout l'Orient et la majeure partie de l'Europe. »